# Měřínská kotlina
Měřínská kotlina je geomorfologický okrsek tvořící součást Bítešské vrchoviny. Protáhlá sníženina se rozkládá podél horního toku Balinky, jejíž široké údolí má četné volné meandry. Tvoří ji ruly, v Arnoleckých horách pedimenty. Povrch pokrývají pole a louky, lesy se skládají ze smrků s borovicí a borových porostů.